# Cucullia mandschuriae
Cucullia mandschuriae är en fjärilsart som beskrevs av Charles Oberthür 1884. Cucullia mandschuriae ingår i släktet Cucullia och familjen nattflyn. Inga underarter finns listade i Catalogue of Life.